# San Juan del Rebollar
San Juan del Rebollar är en ort i Spanien.   Den ligger i provinsen Provincia de Zamora och regionen Kastilien och Leon, i den nordvästra delen av landet, 260 km nordväst om huvudstaden Madrid. San Juan del Rebollar ligger 831 meter över havet och antalet invånare är 197.
Terrängen runt San Juan del Rebollar är huvudsakligen platt, men åt nordväst är den kuperad. Runt San Juan del Rebollar är det glesbefolkat, med 8 invånare per kvadratkilometer. Närmaste större samhälle är San Vitero, 3,3 km norr om San Juan del Rebollar. 